# Conolophia
Conolophia is een geslacht van vlinders van de familie spanners (Geometridae), uit de onderfamilie Desmobathrinae.

## Soorten
- C. aemula (Warren, 1894)
- C. conscitaria (Walker, 1861)
- C. helicola Swinhoe, 1894
- C. nigripuncta Hampson, 1891
- C. oreades Herbulot, 1989
- C. persimilis (Warren, 1905)
- C. puengeleri Bastelberger, 1907
- C. pungeleri Bastelberger, 1907
- C. rectistrigaria Rebel, 1914